# Acanthocinus annamensis
Acanthocinus annamensis là một loài bọ cánh cứng trong họ Cerambycidae.